# Antoni Zdebiak
Antoni Zdebiak (ur. 30 maja 1951 w Puławach, zm. 29 czerwca 1991) – polski artysta, fotograf, fotoreporter, grafik, operator filmowy. Członek Okręgu Warszawskiego Związku Polskich Artystów Fotografików.

## Życiorys
Antoni Zdebiak ukończył Liceum Ogólnokształcące w Puławach. W latach 1969–1970 uczestniczył w zajęciach Stowarzyszenia Teatru Wizji i Ruchu Jerzego Leszczyńskiego. Fotografował od początku lat 70. XX wieku – pierwsze jego opublikowane zdjęcia pojawiły się w lokalnej prasie lubelskiej (Kamera, Kurier). Od 1971 roku mieszkał w Warszawie, gdzie w latach 1973–1977 współpracował z tygodnikiem Perspektywy. Od 1978 roku mieszkał w Paryżu, gdzie współpracował z Krzysztofem Pruszkowskim. Od 1979 roku do 1981 współpracował jako fotoreporter z wieloma czasopismami polskimi (m.in. Scena, Teatr, Itd, Razem). Od 1982 roku współpracował z włoską Agencją Prasową ANSA. 
Antoni Zdebiak był autorem i współautorem wielu wystaw fotograficznych; autorskich, zbiorowych, poplenerowych oraz pokonkursowych, podczas których zdobył m.in. dwie nagrody w Ogólnopolskim Konkursie Fotografii Prasowej – w 1984 roku. W latach 80. XX wieku – jako fotograf współpracował m.in. z Teatrem Wielkim w Warszawie oraz z Warszawską Operą Kameralną. Współpracował z wykonawcami muzyki rozrywkowej (m.in. Budka Suflera, Majka Jeżowska, Republika, Urszula) oraz puławskim zespołem Siekiera, sporządzając dokumentację fotograficzną z koncertów oraz wykonując zdjęcia na okładki płyt. 
W 1984 roku został przyjęty w poczet członków Okręgu Warszawskiego Związku Polskich Artystów Fotografików. Od 1989 roku mieszkał, studiował i pracował w Londynie. Antoni Zdebiak zmarł tragicznie w Polsce, zginął 29 czerwca 1991 roku w wypadku samochodowym.

## Wystawy indywidualne
- Ślad – Galeria Labirynt (Lublin 1974)
- Złota żyła Dżemu (Bielsko-Biała 1987)
- Dni Warszawy w Moskwie – Fotografia Mody (1987)
- Lalka – Galeria Hybrydy (Warszawa 1987)
- Koniokrad i Drzewokradztwo na Błonie – BWA (Lublin 1988)

Źródło